# 女魃
女魃亦称女妭，黄帝之女，另一说为赤水女子献，本居于昆山共工台，曾在涿鹿之战助黄帝打败蚩尤，后流落至赤水之北，是中国神话中的旱神。

## 事迹
有座山叫系昆山，上面有共工台，射箭的人因敬畏共工的威灵而不敢朝北方拉弓射箭。有一个人穿着青色衣服，名叫黄帝女魃。蚩尤制造了多种兵器用来攻击黄帝，黄帝便派应龙到冀州的原野去攻打蚩尤。应龙积蓄了很多水，而蚩尤请来风伯和雨师，纵起一场大风雨。黄帝就降下名叫女魃的天女助战，雨被止住，于是杀死蚩尤。女魃因神力耗尽而不能再回到天上，她居住的地方没有一点雨水，造成旱灾。叔均将此事禀报给黄帝，后来黄帝就把女魃安置在赤水的北面。叔均便做了田神。女魃常常逃亡而出现旱情，要想驱逐她，便祷告说：“神啊请向北去吧！”事先清除水道，疏通大小沟渠。
在山海经的记载中，女魃与赤水女子献可能为同一人。
由于女魃给民众带来的旱灾 ，故被认为是旱魃的来历之一，她也就在人们的口中从一美貌女子变成为一个青衣秃顶的丑陋女人 。

## 大眾文化
- 在由宇峻科技所開發製作的游戏《幻想三国志2》中，女魃与应龙是一对恋人。
- 在由大宇資訊所開發製作的遊戲《軒轅劍外傳 雲之遙》中，女魃和應龍則是死對頭，應龍因為看不起女魃「魅惑自己的主人」而仇恨著對方，更在對方被流放到山海界後，在人世的紀錄上將她醜化為一個奇醜無比的妖魅；另外本系列將女魃和黃帝設定為一對戀人而非父女。

- 小说《曾许诺》中女主角西陵珩（轩辕妭）的原型为女魃。

## 脚注
1. ↑  《后汉书·张衡传》：夫女魃北而应龙翔，洪鼎声而军容息。李贤注：“女魃，旱神也”
2. ↑  《山海经·海经·大荒北经》：有系昆之山者，有共工之台，射者不敢北乡(xiàng)。有人衣青衣，名曰黄帝女(魃)[妭(bá)]。蚩尤作兵伐黄帝，黄帝乃令应龙攻之冀州之野。应龙畜水，蚩尤请风伯雨师，纵大风雨。黄帝乃下天女曰(魃)[妭]，雨止，遂杀蚩尤。(魃)[妭]不得复上，所居不雨。叔均言之帝，后置之赤水之北。叔均乃为田祖。(魃)[妭]时亡之，所欲逐之者，令曰：“神北行！”先除水道，决通沟渎。
3. ↑  《山海经·海经·大荒北经》：有钟山者，有女子衣青衣，名曰赤水女子献。
4. ↑  《禜土龙文》：阳骄阴伏，女魃作孽，孟夏不雨，至於是月，后土将乾，百谷恐竭。
5. ↑  清代学者郝懿行：女妭，秃无发，所居之处天不雨也，同魃。